# Риболовна линия
Риболовна линия – определение за основния елемент на риболовната въдица. От начина на риболов – риболов на тежко (дъно), риболов на леко (плувка), спининг, изкуствена муха и др., зависи и състава на риболовната линия. Като цяло риболовната линия включва: - основно влакно (шнур), тежести, (за риболов на леко - плувка), повод, риболовна кука и други аксесоари.
Поводът е част от риболовната линия, чрез която кукичката се свързва с основното влакно. Представлява риболовно влакно (корда, плетен шнур), обикновено с по малко сечение от това на основното влакно. Пример: Основно влакно 0.16, повод: 0.14